# Antohabato
Antohabato est une commune rurale malgache située dans la partie centre de la région d'Atsimo-Andrefana.

## Économie
80 % des habitants de la commune sont des agriculteurs, tandis que 15 % pratiquent l'élevage. La culture la plus importante est le haricot. L'oignons et le riz sont aussi cultivés.